# Malo (rappeur)
 (avril 2024).
La mise en forme du texte ne suit pas les recommandations de Wikipédia : il faut le « wikifier ».
Les points d'amélioration suivants sont les cas les plus fréquents :
- Les titres sont pré-formatés par le logiciel. Ils ne sont ni en capitales, ni en gras.
- Le texte ne doit pas être écrit en capitales (les noms de famille non plus), ni en gras, ni en italique, ni en « petit »…
- Le gras n'est utilisé que pour surligner le titre de l'article dans l'introduction, une seule fois.
- L'italique est rarement utilisé : mots en langue étrangère, titres d'œuvres, noms de bateaux, etc.
- Les citations ne sont pas en italique mais en corps de texte normal. Elles sont entourées par des guillemets français : « et ».
- Les listes à puces sont à éviter, des paragraphes rédigés étant largement préférés. Les tableaux sont à réserver à la présentation de données structurées (résultats, etc.).
- Les appels de note de bas de page (petits chiffres en exposant, introduits par l'outil «  Source ») sont à placer entre la fin de phrase et le point final[comme ça].
- Les liens internes (vers d'autres articles de Wikipédia) sont à choisir avec parcimonie. Créez des liens vers des articles approfondissant le sujet. Les termes génériques sans rapport avec le sujet sont à éviter, ainsi que les répétitions de liens vers un même terme.
- Les liens externes sont à placer uniquement dans une section « Liens externes », à la fin de l'article. Ces liens sont à choisir avec parcimonie suivant les règles définies. Si un lien sert de source à l'article, son insertion dans le texte est à faire par les notes de bas de page.
- La présentation des références doit suivre les conventions bibliographiques. Il est recommandé d'utiliser les modèles {{Ouvrage}}, {{Chapitre}}, {{Article}}, {{Lien web}} et/ou {{Bibliographie}}. Le mode d'édition visuel peut mettre en forme automatiquement les références.
- Insérer une infobox (cadre d'informations à droite) n'est pas obligatoire pour parachever la mise en page.

Pour une aide détaillée, merci de consulter Aide:Wikification.
Si vous pensez que ces points ont été résolus, vous pouvez retirer ce bandeau et améliorer la mise en forme d'un autre article.
Pour les articles homonymes, voir Malo.
Malo est un rappeur et chanteur français né en mars 1996 à Argenteuil dans le Val-d'Oise d'un père Afro-américain et d’une mère française. Il baigne dans la musique et la culture américaine dès son enfance.
Artiste émergent, il fait partie du mouvement New Wave. Depuis 2021, il a sorti 4 EPs et 2 Mixtapes, comportant des featurings avec Khali, Zamdane, Dinos, Sofiane Pamart

## Biographie

### Enfance
Malo naît en mars 1996 à Argenteuil, dans le Val-d'Oise, en Île-de-France,.
D'origine afro-américaine par son père, Malo est le fils aîné d'une famille modeste. Il grandit avec son petit frère dans le Val-d'Oise. Il déménage dans les villes de Montigny-lès-Cormeilles, et de Cergy, au cours de son enfance. À la mort de son grand-père en 2005, sa grand-mère lui offre une cassette du rappeur américain Lil Bow Wow, qui le pousse petit à petit à écouter du rap américain.
Il a commencé à écrire du rap en cinquième à la suite d'ateliers organisés par des surveillants de son collège, notamment par Amaz, qui était déjà rappeur et qui avait participé aux Rap Contenders. Malo a été inspiré par Lil Bow Wow, à la fois rappeur et acteur, qui lui donne l'envie de se lancer dans le rap. Il a eu aussi d'autres influences telles que Sefyu, Booba, ainsi que des rappeurs américains tels que Lil Wayne, Rick Ross, Wacka Flocka, et Gucci Mane,.
Sa détermination est influencée par son background familial, en particulier dans le basket, et son admiration pour des figures comme Kobe Bryant et Gary Payton. Il a surtout été inspiré par le mélange culturel entre le Hip-Hop et le basket, et notamment par Iverson.

### L’Amérique dans le sang
Le père de Malo est né en 1959 à Birmigham, en Alabama, aux États-Unis. Son père, afro-américain, a connu la ségrégation dans les années 60. Très jeune, Malo a donc appris ce qu'a vécu son père, et a appris à embrasser ses origines.
Il comprend l’avantage d'être né en France, car il n'a pas les mêmes problèmes que ses cousins aux États-Unis, là où les violences de gangs et les armes à feux sont omniprésentes. 

### Carrière

#### 2016 - 2021: Les prémices
Son premier morceau, "Résiste", produit par Junior Alaprod, est sorti en 2016 avec un clip sur YouTube, mais a depuis été supprimé.

#### 2021: Débuts avec "FROIDCOMMEDEHORS"
Malo fait ses débuts officiels dans l'industrie de la musique avec la sortie de "FROIDCOMMEDEHORS" en juillet 2021. Ce premier EP a introduit son style unique et sa capacité à capturer l'essence de ses expériences personnelles à travers sa musique. Le single "Froid comme dehors", qui est également le nom de son projet, est devenu une sorte de mantra pour Malo, symbolisant la nécessité de redoubler d'efforts dans une vie aussi dure que le monde extérieur.

#### 2022: Continuation et collaborations
Le 20 juin 2022, Malo sort le single "CHARBON", annonçant la sortie de son deuxième EP composé de quatre titres inédits, dévoilé le 24 juin. L'EP "4X4" se distingue notamment par deux collaborations avec les artistes Ashh et La Fève, renforçant sa présence sur la scène rap. Le morceau "OK" a surpris Malo par son succès et son accueil positif. Malgré des doutes sur la réception, ce titre a poussé les auditeurs à découvrir le reste de l'EP.
Le succès de "FROIDCOMMEDEHORS" lui a donné l'assurance nécessaire pour sortir "4X4", avec un message affirmé sur la cover du projet. La conception de la cover est liée à l'idée d'un EP de 4 titres avec 4 couleurs différentes, pour montrer sa polyvalence. La cover met en avant un monster truck pour symboliser la détermination et l'imposant.
Le 25 décembre 2022, il lance "NO L by Malo", un EP de quatre titres disponible sur SoundCloud. Ce projet se caractérise par l'absence de collaborations, mettant en avant les compétences solo de Malo.

#### 2023: Une carrière qui se concrètise
Le 31 mai 2023, Malo annonce un projet ambitieux intitulé "iD", composé de 11 pistes. Cette mixtape inclut des collaborations avec Khali et Zamdane, sur les pistes "La vie est belle" et "Météorite", respectivement, démontrant une fois de plus sa capacité à collaborer efficacement avec d'autres artistes.
Le 15 novembre 2023, Malo sort un EP, intitulé "X3", composé de 3 titres, en attendant la sortie de la mixtape "95°".

#### 2024: Nouveau projet "95°"
Moins d'un an après sa première mixtape, Malo sort, le 8 mars 2024, sa deuxième mixtape intitulé "95°". Dans ce projet, on retrouve 12 titres, dont deux featurings avec : Dinos et Sofiane Pamart. Deux artistes de renommé, Dinos étant un rappeur bien installé dans le milieu du rap français depuis déjà quelques années. Sofiane Pamart, est lui, un compositeur ayant travaillé avec de très grands artistes. Malo montre que sa carrière est de plus en plus sérieuse en invitant ces deux artistes,.

## Style musical et influences
Malo est reconnu pour son approche introspective du rap, souvent axée sur des réflexions personnelles et des observations sociales. Son style mélange des éléments du rap français et américain, reflétant ses origines diverses et son immersion dans la culture hip-hop. Ses paroles souvent introspectives et ses rythmes accrocheurs font de lui un artiste polyvalent, capable d'aborder différents sujets avec sincérité et émotion.

## Discographie

### EPs
- FROIDCOMMEDEHORS (2021)
- 4X4 (2022)
- NO L by Malo (2022)
- X3 (2023)

### Mixtapes
- iD (2023)
- 95° (2024)